# 阿尔·海尔斯顿
艾伦·勒罗伊·海尔斯顿（英語：Alan Leroy Hairston，1945年12月11日—），美国NBA联盟前职业篮球运动员。他在1968年的NBA选秀中第5轮第52顺位被西雅图超音速选中。